# Звенигородский уезд (Киевская губерния)
 Звенигоро́дский уе́зд  — административно-территориальная единица Киевской губернии Российской империи. Уездный город — Звенигородка.

## География
Площадь уезда составляла 3 162 км².

## Население
По переписи 1897 года население уезда составляло 274 704 человек, в том числе в городе Звенигородка — 16 923 жит, в местечке Ольшана — 3000 жит.

### Национальный состав
Национальный состав по переписи 1897 года:
- украинцы — 241 865 чел. (88,0 %),
- евреи — 26 614 чел. (9,7 %),
- русские — 3768 чел. (1,4 %).

## Административное деление
На 1 января 1900 года Звенигородский уезд состоял из 7 местечек, 98 сёл, 39 деревень, 29 хуторов, 13 ферм, 8 урочищ, 1 лесничества, 1 свеклосахарного завода, 1 железнодорожной станции, 2 железнодорожных казарм и 7 железнодорожных будок — всего из 206 населённых пунктов. Все эти пункты были распределены в административном отношении между 2 мировыми посредниками, 3 становыми приставами, 17 волостными правлениями и 13 полицейскими урядниками. В судебно-мировом и следственном отношениях Звенигородский уезд разделён на 4 судебно-мировых и 4 следственных участка.
1. Боярская волость
2. Виноградская волость
3. Гусаковская волость
4. Ерковская волость
5. Екатеринопольская волость
6. Журжинская волость
7. Козачанская волость
8. Лысянская волость
9. Мокро-Калигорская волость
10. Неморожская волость
11. Ольшанская волость
12. Пединовская волость
13. Петриковская волость
14. Стецовская волость
15. Тарасовская волость
16. Чижовская волость
17. Шполянская волость[укр.]